# Mauri Repo
 (avril 2015).
Mauri Repo (31 janvier 1945 - 19 mai 2002) a été de 1981 à 1987 l'entraineur principal au sein de la (de) Fédération sportive des Ouvriers finlandais (Suomen Ty ö väen Urheiluliitto, TUL). De son métier il était professeur d'éducation physique et il a travaillé quelque temps comme directeur du service des sports dans l'administration de la ville de Jyväskylä. Il est la première personne que l'on connaisse à avoir écrit sur la marche nordique et on le considère comme celui qui l'a créée.

## Mauri Repo et la marche nordique
Mauri Repo a joué un rôle important à la TUL à la fois comme entraineur et comme formateur d'entraineurs. Pour cette raison son rôle a été essentiel dans la création d'un grand nombre de matériels d'entrainement et d'éducation concernant le ski.
Dans les manuels de Repo sur les sports utisant les skis, Hiihdon lajiosa (1974), Hiihdon lajiosa (1979), Nuorten hiihdon valmennusopas (1983) et Hiihdon koulutusmateriaali 2-tason (1989) on trouve la première introduction connue à la marche nordique (avec des exercices de marche nordique, importants dans la préparation des skieurs pendant l'été). Au moment de leur publication la marche nordique n'avait pas encore acquis sa reconnaissance en tant que sport autonome. Repo est l'auteur de près de dix manuels de sports.